# Rubus elegans
Rubus elegans är en rosväxtart som beskrevs av P. J. Müll.. Rubus elegans ingår i släktet rubusar, och familjen rosväxter. Inga underarter finns listade i Catalogue of Life.